# Smrt u Sarajevu
Smrt u Sarajevu (Frans: Mort à Sarajevo) is een Frans-Bosnische film uit 2016, geschreven en geregisseerd door Danis Tanović, gebaseerd op het toneelstuk Hôtel Europe van Bernard-Henri Lévy. De film ging op 15 februari in première op het Internationaal filmfestival van Berlijn en won de Grote prijs van de jury (Zilveren Beer) en de FIPRESCI-prijs.

## Verhaal
Sarajevo, 28 juni 2014. In hotel Europa, het beste hotel in de stad, bereidt de hotelmanager Omer alles voor om een diplomatieke delegatie te ontvangen. Op de honderdste verjaardag van de moord op Frans Ferdinand van Oostenrijk, die mede aanleiding gaf voor het begin van de Eerste Wereldoorlog, wordt vanuit het hotel een oproep tot vrede gestart. Maar het personeel is al maanden niet uitbetaald en plant een staking. Hatidža die werkzaam is in de wasserij, wordt gekozen als stakingsleider terwijl haar dochter die op de receptie werkt, fel gekant is tegen de staking.

## Rolverdeling
| Acteur              | Personage |
| ------------------- | --------- |
| Jacques Weber       | Jacques   |
| Snežana Vidović     | Lamija    |
| Izudin Bajrović     | Omer      |
| Vedrana Seksan      | Vedrena   |
| Muhamed Hadžović    | Gavrilo   |
| Faketa Salihbegović | Hatidža   |

## Productie
De film werd geselecteerd als Bosnische inzending voor de beste niet-Engelstalige film voor de 89ste Oscaruitreiking.

## Prijzen en nominaties
De belangrijkste:
| Jaar | Prijs                    | Categorie                               | Genomineerde(n)                         | Uitslag  |
| ---- | ------------------------ | --------------------------------------- | --------------------------------------- | -------- |
| 2016 | Filmfestival van Berlijn | Grote prijs van de jury (Zilveren Beer) | Grote prijs van de jury (Zilveren Beer) | Gewonnen |
| 2016 | Filmfestival van Berlijn | FIPRESCI-prijs                          | FIPRESCI-prijs                          | Gewonnen |